# 巴哈馬黏鰧
巴哈馬黏鰧（學名：Myxodagnus belone），為輻鰭魚綱䲁形目指鰧科黏鰧屬的一個種，分布於中西大西洋巴哈馬及波多黎各海域，深度0至4公尺，本魚體細長，向尾部逐漸變細，頭呈尖錐狀，眼長於頭頂，而非柄部，鼻孔管狀，口上翹，下頜長而尖，突出，兩唇均有皮瓣，背鰭連續，起點位於頸後，背鰭硬棘8-9枚、背鰭軟條30枚、臀鰭硬棘2枚、臀鰭軟條35枚，胸鰭長，腹鰭插入喉下，每條有1、3條鰭條，側線連續，在第6-8節背棘下方急劇下彎，鱗片大而光滑，頭部和腹部無鱗，體半透明，頭頂淡黃色，上背鱗片邊緣有褐色斑點，臀鰭基部有5-6個散布的斑點，尾鰭基部中央有一個暗淡的斑點，體長可達8.2公分，棲息在有沙底質岩石海域，生活習性不明。